# Villa Braila
Villa Braila (in passato nota anche come Villa Premoli) è una storica residenza liberty della città di Lodi in Italia.

## Storia
La villa venne eretta nel 1901 secondo il progetto del Gallavresi.

## Descrizione
La villa sorge nel mezzo di un ampio parco piantumato dove si trovano altri annessi, quali le scuderie e la casa del custode. Si sviluppa su tre livelli fuori terra più un piano seminterrato. L'ingresso principale si trova sul lato est, preceduto da un porticato in legno sostenuto da colonnine in cemento armato e con soffitto a cassettoni decorato con motivi floreali. Le aperture sono variamente conformate, ed è ricorrente la soluzione a bifora. Sul lato ovest, invece, si trova una veranda. Le decorazioni a tema floreale ricorrono sulle facciate e nelle inferriate.